# Péninsule de Forestier
La péninsule de Forestier, en anglais Forestier Peninsula, est une péninsule australienne reliant par une série d'isthmes la péninsule de Tasman au reste de la Tasmanie, une île de l'océan Pacifique.

## Histoire
D'après le Voyage de découvertes aux terres australes laissé par François Péron, elle fut découverte et nommée durant l'expédition vers les Terres australes emmenée par le Français Nicolas Baudin.